# 压力高度
在航空中，气压高度指高度计拨正为后所限制的指示高度。基础拨正值为1013.25百帕、或1013.25毫巴、或29.92英寸汞柱，该拨正值与在平均海平面的国际标准大气气压值相等。气压高度主要用于飞行器的性能计算和在高空航路（转换高度之上）飞行的飞行器使用。无线电用语中，基础拨正值用QNE表示。